# Upala
Upala es el distrito primero y ciudad cabecera del cantón de Upala, en la provincia de Alajuela, de Costa Rica.

## Historia

### Huracán Otto
La mayoría de la ciudad fue destruida durante la noche del 24 y la madrugada del 25 de noviembre de 2016, aproximadamente entre las 23 y 01 horas.  por los fuertes vientos y las lluvias del huracán Otto causando destrucción de casas, inundaciones, caída de árboles, deslizamientos, interrupción  del tendido eléctrico, evacuación de personas y daños multimillonarios.

## Ubicación
La ciudad se encuentra Upala 25 km al sur de línea fronteriza con Nicaragua y a unos 210 km al noroeste de San José, capital de la República.

## Geografía
Upala cuenta con un área de 148,65 km² y una altitud media de 48 m s. n. m.
El distrito de Upala se encuentra constituido en su gran mayoría por llanuras cercanas a los 50 m s. n. m., excepto por algunas colinas aisladas y los sectores limítrofes con los distritos de Aguas Claras y Bijagua, ubicados en las faldas de los Volcanes Tenorio y Miravalles.
El principal río que lo atraviesa es el Zapote, nacido al pie del volcán Miravalles y desemboca en el Lago de Nicaragua. El río Pizote es otro río importante del cantón.

## Demografía
Para el año 2022, Upala cuenta con una población estimada de 14 154 habitantes, y para el último censo efectuado, en 2011, Upala contaba con una población de 16 139 habitantes.
La mayor parte de la población del distrito se dedica a actividades del sector primario (eminentemente agrícolas), y es en gran parte descendiente de los primeros colonizadores: inmigrantes nicaragüenses provenientes de los departamentos de Rivas y Río San Juan, quienes fundaron pequeños poblados ingresando principalmente por el río Zapote, hacia los años de 1870 en búsqueda de árboles de hule. 
Actualmente es una población con una mayor diversidad de profesiones y oficios, siendo que en el sector central cada vez es menos el espacio ocupado por la agricultura y la ganadería.
Al igual que todo el cantón, posee grandes problemas con la inmigración ilegal, principalmente de nicaragüenses, debido a su extensa zona fronteriza, en muchos sectores vulnerables.

## Localidades
Sus poblados más importantes, aparte del central son Bijagua, Colonia Puntarenas y Canalete. No obstante posee numerosos pueblos menores en toda su extensión.
- Barrios: Don Chu, La Unión, Las Palmas, Venecia.
- Poblados: Ángeles (parte), Carmen, Colonia Puntarenas, Corteza, Fósforo, Jazmines, Llano Azul, Maravilla, Miravalles, Moreno Cañas, Recreo, San Fernando, San Luis, San Martín, Santa Cecilia, Santa Rosa, Verbena (parte).

## Cultura

### Danza
Upala tiene una hermosa cultura como bailes tradiciones Flor de cacao ha sido la representación de los bailes a nivel distrital, nacional e internacional.

### Educación
Posee varias escuelas, de las cuales la más importante y antigua es la del poblado central, Escuela Líder Teodoro Picado Michalski, fundada en 1920. También cuenta con el Colegio Técnico Profesional de Upala que es el único colegio de la modalidad técnica del cantón, y algunos liceos, colegios nocturnos (CINDEA) y además cuenta con una sede de la Universidad Estatal a Distancia (UNED) desde 1981, y de la universidad privada San Isidro Labrador. Una oficina regional de Instituto Nacional de Aprendizaje (INA) que tiene proyectado construir una sede de formación. Y también es la sede de la Dirección Regional de Educación Zona Norte-Norte o Upala, que es la rectora de colegios y escuelas públicas de los cantones de Upala, Los Chiles y Guatuso.

### Religión
Es la sede de la Vicaría de Upala de la Diócesis de Tilarán-Liberia, y su parroquia lleva el patronazgo de San Juan de Dios. 

## Economía
Upala es el poblado más importante del distrito homónimo, y se ubica levemente al Norte del territorio del distrito. En él se encuentran la gran mayoría de servicios del cantón, como sedes de instituciones autónomas, el palacio municipal, sedes de ministerios, comercios, los tres bancos estatales más importantes, el Hospital de Upala de la Caja Costarricense de Seguro Social, cabinas o pequeños hoteles.
Su economía se basa (como la del resto del cantón en general) en actividades agropecuarias, especialmente la ganadería extensiva lechera y de engorde, por lo que posee una subasta ganadera; la misma relevancia tiene el cultivo de granos básicos, como el maíz, el frijol y el arroz, aunque el cultivo de piña ha adquirido gran importancia en algunos sectores, así como el de cítricos.
Hay una gran variedad de cultivos destacados como lo es el cacao,  el maíz,  el arroz y el frijol. 
Sus principales productos agrícolas son los fríjoles, el arroz, raíces y tubérculos, naranja, piña, plátanos y cacao.  La ganadería es principalmente de engorde o doble propósito.

## Transporte

### Carreteras
Al distrito lo atraviesan las siguientes rutas nacionales de carretera:
- Ruta nacional 4
- Ruta nacional 6
- Ruta nacional 138
- Ruta nacional 164
- Ruta nacional 728
- Ruta nacional 729
- Ruta nacional 730
- Ruta nacional 731

### Rutas de autobús
Posee una terminal de buses desde donde salen servicios hacia el resto de los distritos y poblados, así como hacia San José y cantones vecinos como Cañas, Liberia y La Cruz en Guanacaste; y Guatuso, Los Chiles y San Carlos en Alajuela.